# 상하이 경기장
상하이 경기장(중국어: 上海体育场)은 중화인민공화국 상하이에 위치한 다목적 경기장이다. 현재는 주로 축구 경기에 쓰이고 있다. 1997년 제8 회 중국 전국체육대회가 상하이에서 열렸을 때 건설되었다. 약 8만 명을 수용할 수 있어서 팔만인경기장(중국어: 八万人体育场 팔만인체육장[*])이라고 불리기도 한다. 그 규모로 따져서 세계에서 30위 내의 규모의 경기장으로 추정되고 있다. 베이징 국립 경기장이 2008년 초 완공되어 중국에서 2번째로 규모가 큰 경기장이 되었다. 2008년 하계 올림픽 기간에는 축구 예선전 경기장으로 쓰였다.

## 명칭
상하이 경기장은 상하이 실내 경기장과 그 이름이 유사하다. 많은 사람들이 혼란스러워하기도 한다. 특히 상하이 지하철 4호선이 건설되고 난 후, 상하이 실내 경기장 역과 상하이 체육장 역이 그 노선에 함께 있기 때문에 더욱 그렇다.

## 건축
1998년과 1999년에는, "상해시 최고 체육 건축상"을 수상하였으며, "신중국 50주년 상하이 십대 클래식 건축 금장" 중 1위를 차지하기도 하였다. 건축적으로 경기장의 외형은 말안장 모양을 하고 있다.

## 연혁
- 1997년: 제8회 중국 전국체전 주경기장.
- 2007년: 2007년 하계 특수 올림픽 대회 주경기장.
- 2008년: 2008년 하계 올림픽 상하이 체육장.

## 숙박 시설
경기장 내에 리갈 상하이 이스트 아시아 호텔이 위치하고 있다.

## 가는 길
상하이 체육장에 가려면, 상하이 지하철 4호선을 타고 상하이 체육장 역에 내리면 된다. 지리 좌표계 상 좌표는 북위 31° 11′ 0.61″ 동경 121° 26′ 14.28″ / 북위 31.1835028°  동경 121.4373000° 이다.

## 기타 행사
2014년 8월 30일, YG Entertainment 의 YG Family 2014 World Tour : Power 가 35,000명의 관중과 함께 개최되었다.

## 같이 보기
- 2008년 하계 올림픽 경기장